# Humbug
Humbug — третий студийный альбом британской рок-группы Arctic Monkeys, выпущенный 24 августа 2009 года на лейбле Domino Records. Как и предыдущий альбом Favourite Worst Nightmare, Humbug был сначала выпущен в Японии 19 августа 2009.

## Об альбоме
Выход альбома предшествовал выступлению группы в качестве хедлайнеров фестиваля Рединг и Лидс.
29 июля, за несколько недель до официального релиза, произошла утечка альбома в Интернет.
За первую неделю продаж альбом разошёлся тиражом в 96 000 копий в Британии и в 191 000 копий во всём мире.

### Запись
Группа начала готовить песни для нового альбома с конца лета 2008 года.
Humbug был полностью записан в США, при этом сопродюсером выступил Джош Хомми из Queens of the Stone Age. Студийные сессии с участием Хомми проводились в Лос-Анджелесе и пустыне Мохаве, остальные, с Джеймсом Фордом, — в Нью-Йорке.

## Список композиций
Треклист альбома был опубликован на сайте группы 1 июня 2009 года.
| №   | Название               | Длительность |
| --- | ---------------------- | ------------ |
| 1.  | «My Propeller»         | 3:27         |
| 2.  | «Crying Lightning»     | 3:43         |
| 3.  | «Dangerous Animals»    | 3:30         |
| 4.  | «Secret Door»          | 3:43         |
| 5.  | «Potion Approaching»   | 3:32         |
| 6.  | «Fire and the Thud»    | 3:57         |
| 7.  | «Cornerstone»          | 3:17         |
| 8.  | «Dance Little Liar»    | 4:43         |
| 9.  | «Pretty Visitors»      | 3:40         |
| 10. | «The Jeweller’s Hands» | 5:42         |

| №   | Название                   | Длительность |
| --- | -------------------------- | ------------ |
| 11. | «I Haven't Got My Strange» | 1:29         |

| №   | Название                                             | Автор(ы)                                 | Длительность |
| --- | ---------------------------------------------------- | ---------------------------------------- | ------------ |
| 12. | «Red Right Hand» (Nick Cave and the Bad Seeds cover) | Mick Harvey, Nick Cave and Thomas Wydler | 4:19         |

## Чарты
| Чарты (2009)                           | Максимальная позиция |
| -------------------------------------- | -------------------- |
| Австралия (ARIA)                       | 2                    |
| Австрия (Ö3 Austria)                   | 7                    |
| Бельгия/Фландрия (Ultratop)            | 1                    |
| Бельгия/Валлония (Ultratop)            | 4                    |
| Канада (Canadian Albums Chart)         | 6                    |
| Дания (Hitlisten)                      | 4                    |
| Нидерланды (Album Top 100)             | 2                    |
| Финляндия (Suomen virallinen lista)    | 11                   |
| Франция (SNEP)                         | 2                    |
| Германия (Media Control)               | 4                    |
| Греция (IFPI)                          | 17                   |
| Ирландия (IRMA)                        | 1                    |
| Италия (Classifica album)              | 17                   |
| Japanese Albums (Oricon)               | 3                    |
| Мексика (Top 100 Mexico)               | 23                   |
| Новая Зеландия (RMNZ)                  | 3                    |
| Норвегия (VG-lista)                    | 7                    |
| Польша (ZPAV)                          | 49                   |
| Португалия (AFP)                       | 7                    |
| Испания (PROMUSICAE)                   | 5                    |
| Швеция (Sverigetopplistan)             | 12                   |
| Швейцария (Schweizer Hitparade)        | 7                    |
| Великобритания (UK Albums Chart)       | 1                    |
| США (Billboard 200)                    | 15                   |
| США (Billboard Independent Albums)     | 1                    |
| США (Billboard Top Alternative Albums) | 4                    |

## Сертификация
| Регион | Сертификация | Продажи  |
| --- | ------------ | -------- |
| Великобритания (BPI) | Платиновый   | 300 000^ |
| * Данные о продажах приведены только на основе сертификации. ^ Данные о тиражах приведены только на основе сертификации. |              |          |

## История релиза
| Страна         | Дата            |
| -------------- | --------------- |
| Япония         | 19 августа 2009 |
| Австралия      | 21 августа 2009 |
| Австрия        | 21 августа 2009 |
| Бразилия       | 21 августа 2009 |
| Ирландия       | 21 августа 2009 |
| Германия       | 21 августа 2009 |
| Швейцария      | 21 августа 2009 |
| Великобритания | 24 августа 2009 |
| Канада         | 25 августа 2009 |
| США            | 25 августа 2009 |
| Финляндия      | 26 августа 2009 |
| Швеция         | 26 августа 2009 |
| Италия         | 28 августа 2009 |
| Греция         | 31 августа 2009 |
| Турция         | 31 августа 2009 |